# R. W. Chapman
Robert William Chapman (ou R. W. Chapman), né le 5 octobre 1881 et mort le 20 avril 1960, est un critique littéraire britannique, à l'origine des travaux universitaires sur Jane Austen et son œuvre.  
Il a été le premier à publier des révisions de ses œuvres, à rechercher ses textes manuscrits non publiés, tels que ses lettres, et à réévaluer sa personnalité, fortement déformée par sa biographie victorienne, A Memoir of Jane Austen de son neveu James Edward Austen-Leigh. 
Son édition des œuvres de Jane Austen publiée en 1923 constitue toujours une référence. 

## Œuvres
- Names, Designations and Appellations, 1946, SPE Tract No XLVII
- The Portrait of a Scholar and Other Essays Written in Macedonia 1916-1918, Londres, Humphrey Milford, Oxford University Press, 1920
- (ed.) The Novels of Jane Austen: The Text Based on Collation of the Early Editions, 5 vols, Oxford, Clarendon Press, 1923, révisé en 1933
- (ed.) Jane Austen's Letters to Her Sister Cassandra and Others, 2 vols, Oxford, Clarendon Press, 1932, révisé en 1952
- (ed.) The Letters of Samuel Johnson: With Mrs Thrale's Genuine Letters to Him, 3 vols, Oxford, Clarendon Press, 1952
- (révisé et augmenté) Annals of English literature, 1475-1950; the principal publications of each year, together with an alphabetical index of authors with their works, par J. C. Ghosh & E. G. Withycombe, Oxford, Clarendon Press, 1961